# Erie (Colorado)
Erie is een plaats (town) in de Amerikaanse staat Colorado, en valt bestuurlijk gezien onder Boulder County en Weld County.

## Demografie
Bij de volkstelling in 2000 werd het aantal inwoners vastgesteld op 6291.
In 2006 is het aantal inwoners door het United States Census Bureau geschat op 14.125, een stijging van 7834 (124.5%).

## Geografie
Volgens het United States Census Bureau beslaat de plaats een oppervlakte van
24,7 km², waarvan 24,5 km² land en 0,2 km² water. Erie ligt op ongeveer 1523 m boven zeeniveau.

## Plaatsen in de nabije omgeving
De onderstaande figuur toont nabijgelegen plaatsen in een straal van 16 km rond Erie.